# Мы за солнышком идём
Мы за солнышком идём — советский кукольный мультипликационный фильм 1958 года.

## Сюжет
По мотивам словацкой народной сказки.
Три дня шёл дождь и не было Солнца. Лишь трое (Утёнок, Котёнок и Зайчик) осмелились выяснить причину происходящего. Пережив несколько приключений, друзья добрались до Ежа, который подсказал им дорогу к Солнцу. Вскарабкались друзья по горе через облако на месяц, долетели на месяце к туче, где и застали Солнышко крепко спящим. Растолкали его друзья, отмыли и высушили. Выглянуло Солнце из-за тучи, согрелись и просушились все под его горячими лучами. Распевая песенку, спустились Утёнок, Котёнок и Зайчик по яркому солнечному лучу прямо во двор, с которого и начались их приключения.

## Съёмочная группа
| Автор сценария | Р. Нагорная                          |
| Текст песни    | Михаил Львовский                     |
| Режиссёр       | Владимир Дегтярёв                    |
| Художники      | Владимир Данилевич, Галина Геттингер |
| Оператор       | Николай Гринберг                     |
| Композитор     | Никита Богословский                  |
| Звукооператор  | Георгий Мартынюк                     |
| Кукловод       | Лев Жданов                           |

## Технические данные
| Тип                          | кукольный                                   |
| Цветность                    | цветной                                     |
| Количество частей            | 1 часть                                     |
| Длина плёнки                 | 283 метра                                   |
| Киностудия                   | Союзмультфильм                              |
| Дата выхода на экраны        | 1958 год                                    |
| Разрешительное удостоверение | - 19.IV 1958 года - 114006605 от 05.09.2005 |

Куклы и декорации выполнены художественной мастерской «Союзмультфильма».

## Описание, отзывы и критика
Полный сценарий мультфильма был опубликован в восьмом выпуске сборника сценариев рисованных мультфильмов в 1964 году.
Кадр из мультфильма был опубликован в январе 1959 года в журнале «Искусство кино» в качестве одной из иллюстраций к анонсу предстоявшей Всесоюзной творческой конференции работников мультипликационного кино.
Режиссёр Дегтярёв отнёс мультфильм к числу своих творческих удач.
По мнению Н. Венжер, в этом, как и в других своих мультфильмах, Дегтярёв последовательно и убеждённо нашёл возможность рассказать детям о наиважнейших ценностях (добре, честности, мужестве, любознательности).
О. Семенова отмечала, что детям полюбился, наряду с другими, и этот мультфильм Дегтярёва, одного из зачинателей кукольной мультипликации, удивительно умевшего находить дорогу к сердцам детей.
По мнению Иванова-Вано И. П., фильм «Мы за солнышком идём», в числе ряда других мультфильмов Дегтярёва, пользовался огромным успехом, потому что Дегтярёв любил и понимал детей, лучше других умел разговаривать с ними языком мультипликации, находить дорогу к их сердцам.